# Aeropuerto de Boundary Bay
El Aeropuerto de Boundary Bay (del inglés: Boundary Bay Airport) (IATA: YDT, OACI: CZBB) está ubicado adyacente a la Bahía de Boundary en Delta, Columbia Británica, Canadá al sur de Vancouver y cercano a la frontera con los Estados Unidos. Este aeropuerto, que abrió el 11 de julio de 1983, sirve mayormente a aviación general e incluye facilidades para mantenimiento de aeronaves, entrenamiento de vuelo, estacionamiento y entrenamiento para control de tráfico aéreo. El aeropuerto de Boundary Bay es citado como el aeropuerto de entrenamiento más ocupado.
En diciembre del 2004, el aeropuerto de Bounday Bay fue adquirido por Alpha Aviation. En abril de 2008, Alpha Executive Air estableció este aeropuerto como su base de operaciones y comenzó a operar vuelos regulares dos veces al día hacia el Aeropuerto Internacional de Victoria.
Este aeropuerto es clasificado por Nav Canada como un puerto de entrada y es sercido por la Canada Border Services Agency. Los oficiales de la CBSA pueden atender aviones de hasta 15 pasajeros.

## Aerolíneas y destinos
- Alpha Executive Air
  - Victoria / Aeropuerto Internacional de Victoria

## Enlaces externos

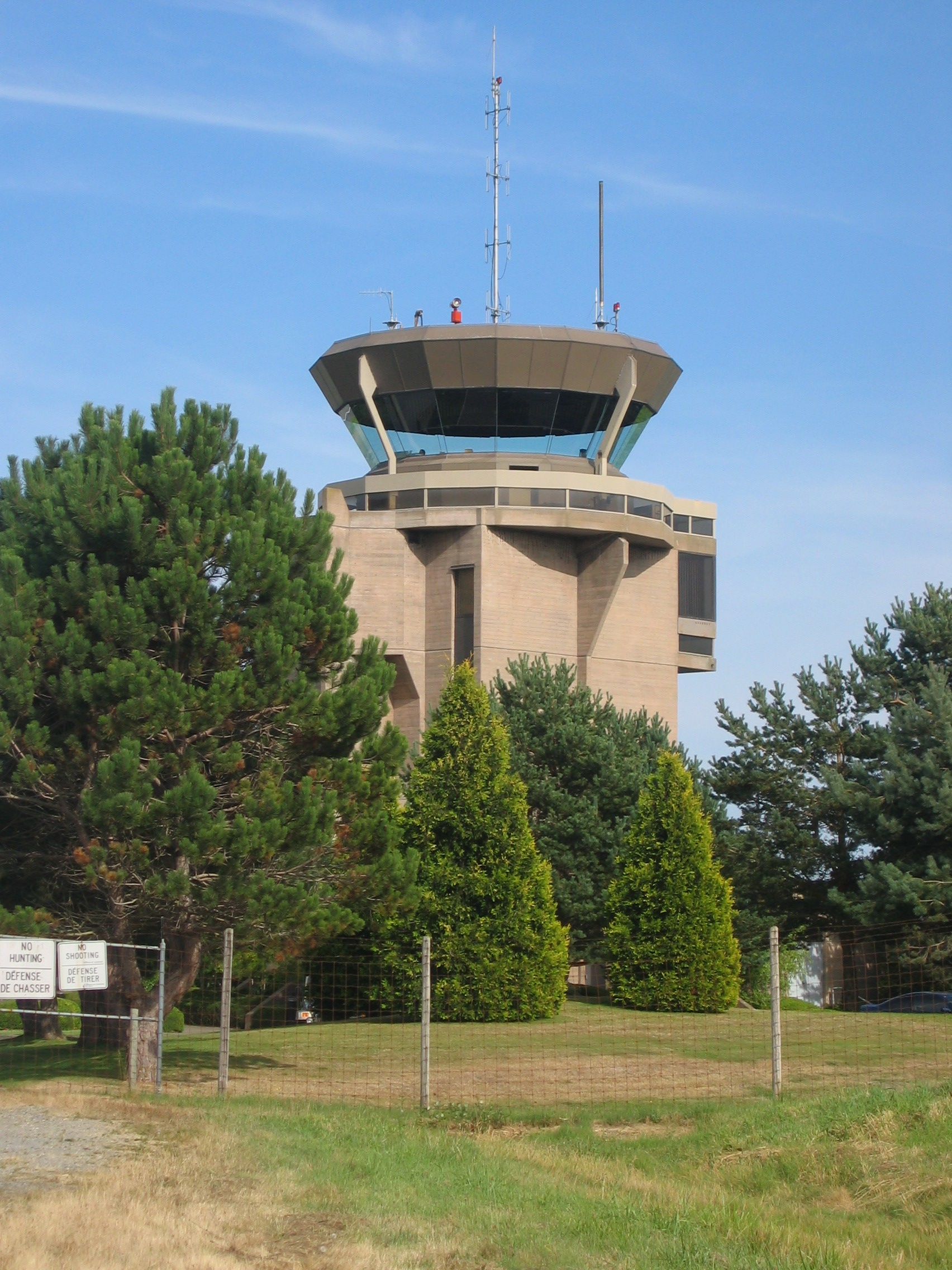
Torre de control de Boundary Bay
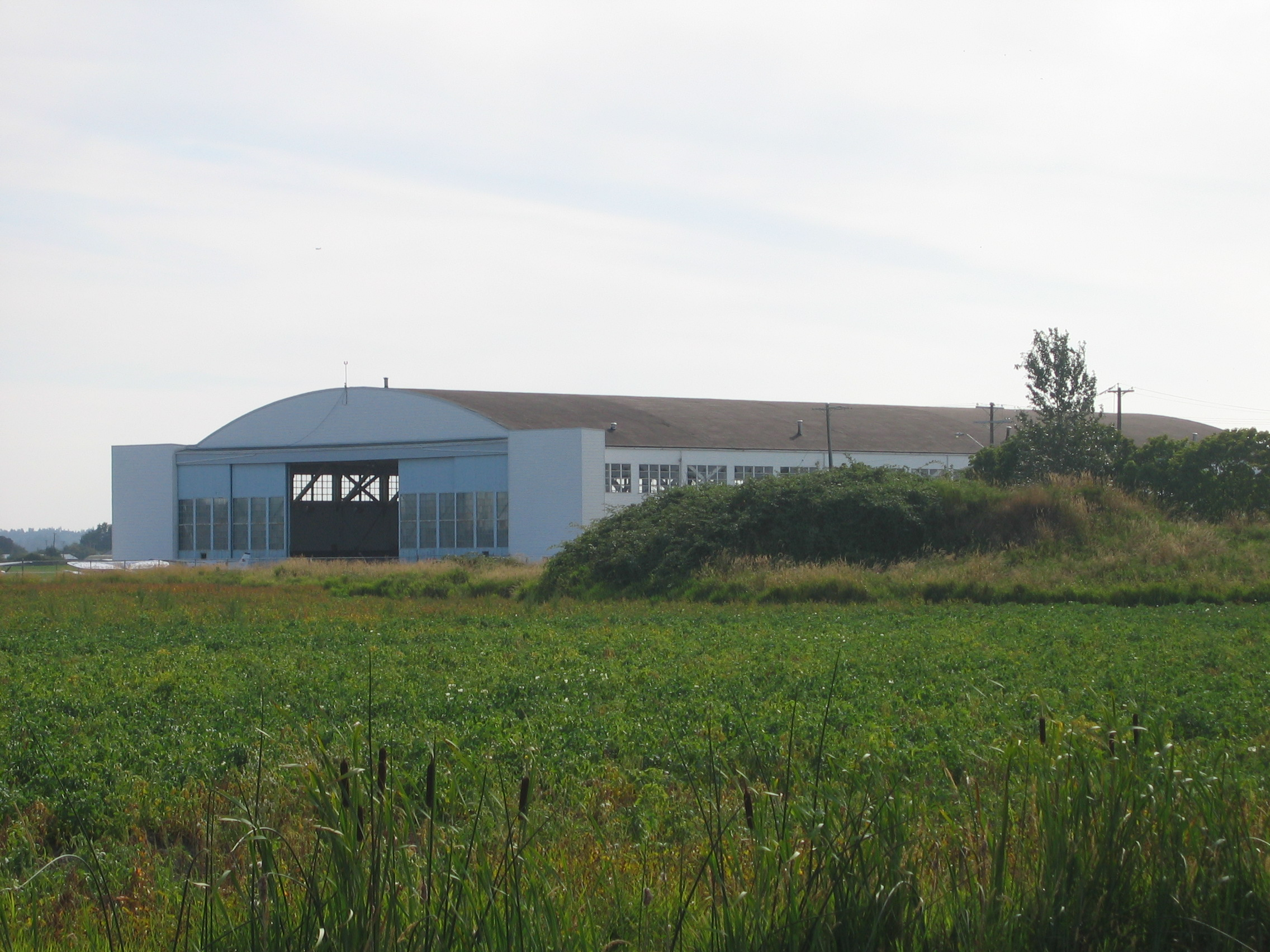
Hangar principal